# Tallero d'Italia
Dopo l'annessione dell'Eritrea all'Italia (1890) si decise di coniare delle monete per la nuova colonia.
In Eritrea e in generale in tutta la zona, circolava il tallero di Maria Teresa, che veniva coniato dalla zecca di Vienna con la data 1780.
Il primo tallero fu coniato durante il regno di Umberto I assieme ad altre monete divisionali, nel 1890-1896. In seguito, nel 1918 ci fu un secondo tentativo con l'emissione del Tallero d'Italia, detto anche Italicum ed infine, dal 1935 fino al 1950 fu effettuato il ri-conio del tallero di Maria Teresa, che fu battuto alla zecca di Roma, utilizzando conii di fabbricazione austriaca.

## Tallero d'Eritrea
Questa moneta venne coniata in Italia sotto il regno di Umberto I.
In seguito all'annessione dell'Eritrea, il governo  stabilì di coniare per i nuovi possedimenti una moneta simile al tallero di Maria Teresa, che era la moneta più diffusa in quell'area. Fu quindi coniata una nuova moneta, cui fu attribuito contemporaneamente il valore di tallero e di moneta da 5 lire.
La moneta pesava 28,12 g con un titolo di 900/1000 ed aveva quindi un valore intrinseco nettamente superiore alla contemporanea moneta da 5 lire, che pesava invece 25 g. Il diametro era di 40 mm, rispetto ai 37 della moneta da 5 lire. I conii erano di Filippo Speranza, incisore capo della zecca di Roma.

## Tallero d'Italia
Il Tallero d'Italia (detto anche Italicum) è una moneta del Regno d'Italia contraddistinta da una scarsa circolazione.
Questa moneta è uno dei talleri d'argento coniati in varie riprese dal Regno d'Italia per i commerci con le colonie del Corno d'Africa; fu emessa solo nel 1918, in circa 510 000 esemplari.
Furono coniate prevalentemente su richiesta di privati ed anche per questo la somiglianza con il Tallero di Maria Teresa è notevole, con l'intento di far accettare la moneta italica alle popolazioni dell'Eritrea. La sua coniazione fu però ben presto sospesa a causa di una notevole diffidenza che gli indigeni opponevano al corso di questo nuovo conio. Secondo Lanfranco l'insuccesso fu di ordine psicologico: gli indigeni consideravano infatti il Tallero di Maria Teresa un pezzo ben riconoscibile e soggetto alle oscillazioni del metallo che, come tale, non doveva superare certi limiti nell'usura dovuta alla circolazione. Il calo del metallo veniva giudicando passando un dito sopra un bottone in primo piano che fermava l'abito dell'imperatrice. Il tallero quindi non ebbe corso facile per la mancanza di questo bottone sulle nuove immagini, o di una qualsiasi altra sporgenza che servisse allo scopo.
DirittoBusto femminile a destra, con testa diademata e collana. Intorno REGNUM ITALICUM 1918; sotto MOTTI, l'incisore Attilio Motti.
RovescioAquila con scudo sabaudo. Intorno AD NEGOT(iorum) ERYTHR(aeorum) COMMOD(itatem) ARG(enteum) SIGN(atum), (Moneta coniata in argento per comodità dei commerci con gli eritrei) e segno di zecca.

## Tallero di Maria Teresa
Visti i riscontri negativi il governo italiano si mosse per usare nelle colonie il tallero di Maria Teresa. Questa moneta venne coniata dalla zecca di Roma per 25 anni, grazie all'accordo stipulato tra il governo italiano e quello austriaco il 9 luglio 1935. Nel 1961 l'Italia restituì una copia dei coni alla zecca di Vienna, mentre una seconda copia venne donata al Museo della Zecca a Roma. La tiratura indicata nel periodo 1935-1939 fu di 19 446 729 pezzi; considerando che la produzione durò fino al 1950, questa cifra è da ritenersi decisamente inferiore al quantitativo reale. 
I talleri coniati a Roma hanno le seguenti caratteristiche: titolo 835/1000; diametro di 40 mm; la leggenda, sul contorno, maggiormente corposa ed in rilievo; bordo sfuggente e quindi senza orlo.  Come usava fare con tutte le monete prodotte in altre zecche, la zecca di Vienna fornì all'Italia un conio che presenta alcune differenze rispetto ad esemplari coniati in altre zecche. In particolare, gli esemplari coniati a Roma presentano due piccole piume sotto la coda dell'aquila sul retro delle monete, la legenda attaccata al contorno e una configurazione delle grandi piume della coda 1-3-1; ma queste sono caratteristiche che presentano anche talleri coniati in altre zecche. In pratica, gli esemplari coniati a Roma non sono distinguibili dai talleri coniati per conto dell'Impero britannico tra il 1932 e il 1935 nella zecca di Vienna; si noti che proprio nel 1935 la zecca di Vienna consegnò i punzoni all'Italia e non è escludibile che fossero proprio gli stessi utilizzati per conto dell'Impero Britannico.